# ジョン・ハットン・バルフォア

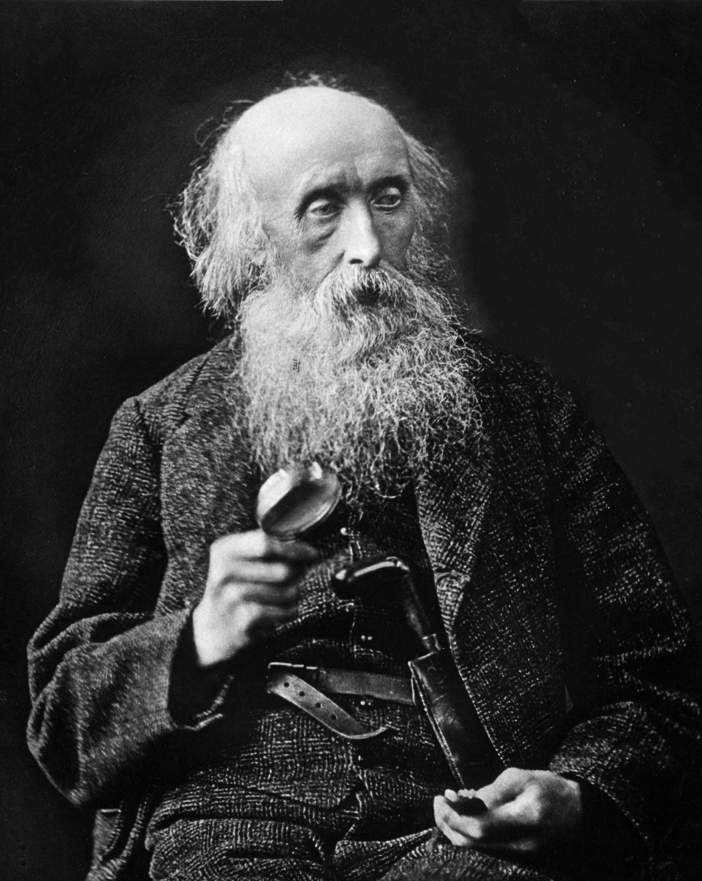
ジョン・ハットン・バルフォア

ジョン・ハットン・バルフォア（John Hutton Balfour FRSE FRS FRCSE FLS MWS、1808年9月15日 – 1884年2月11日）は、スコットランドの植物学者である。グラスゴー大学、エディンバラ大学で教授を務め、エディンバラの王立植物園で働き、王室植物学者に任じられた。

## 略歴
エディンバラの出版業者の息子に生まれた。エディンバラの王立高校、セント・アンドルーズ大学、エディンバラ大学で学んだ。エディンバラ大学の学生の博物学のクラブ（プリニアン・クラブ）の有力なメンバーとなり、医師のウィリアム・A・F・ブラウン（William A. F. Browne）の勧めで博物学上の多くの議論に加わった。スコットランド教会の聖職となる目標から医師となることに転じ、海外で学んだ後、1834年にエディンバラで医師を開業した。
1835年に26歳の若さでエディンバラ王立協会のフェローに選ばれ、その後長く協会の会員を続け1860年から1879年の間、General Secretaryを務め、1881年から1883年の間、副会長を務めた
。植物学に興味を持ち、1836年のエディンバラ王立植物園の創設に貢献し、1838年にエディンバラ植物クラブの創立に貢献した。1841年に野外学校で植物学の講義を行い好評を得、1842年にグラスゴー大学の植物学の教授に任じられ。1845年にエディンバラ大学の教授となり、その職を1879年まで続けた。エディンバラ大学の医学部長を長く務め、植物学の教育者として成功した。バルフォアの講義は神学的要素を残したものであった。チャールズ・ダーウィンや骨相学の研究で知られるワトソン（Hewett Cottrell Watson）とも交流した。
バルフォアの努力で、エディンバラ王立植物園は拡大、充実し、パームハウス、樹木園、教育用の宿泊施設が建設された。著書には植物学の教科書、"Manual of Botany" (1848)、"Class Book of Botany"" (1852)、"Outlines of Botany" (1854)、 "Elements of Botany for Schools" (1869)、"Botanist's Companion" (1860)、"Introduction to Palaeontological Botany" (1872)などがある。百科事典ブリタニカの8版の、植物学の項目を執筆した。
息子のアイザック・バルフォア（Isaac Bayley Balfour）も植物学者となり、オクスフォード大学の植物学の教授職を務めた後、エディンバラ大学の父親の務めた教授職を継いだ。ひ孫に女優のティルダ・スウィントンがいる。
マツ属の種、Pinus balfourianaに献名されている。